# Teresa Gallagher
Teresa Gallagher é uma dubladora britânica nascida nos Estados Unidos, atualmente naturalizada britânica.

## Carreira
Ela apresentou a série infantil Playdays da BBC Studios e deu voz a outras séries de animação pré-escolares, dentre as mais conhecidas, estão: The Mr. Men Show, Alphablocks, Numberblocks e Octonauts.
Ela gravou dublagens para vários filmes de animção japoneses como Laughing Target, X, Bounty Dog, Demon City Shinjuku e Cyber City Oedo 808. Teresa mais tarde, em uma data desconhecida, retornou para dublar animes na versão dublada em inglês da série de TV Ronja, the Robber's Daughter.
Em 2003, ela dublou Amalia, a protagonista feminina do drama de Rita Dove, The Darker Face of the Earth, ao lado de Chiwetel Ejiofor na adaptação da peça para a rádio BBC.
Em 2010, ela dublou as personagens femininas, como a Rainha Titânia, a Sra. Walker e Fern na versão britânica do filme animado Rainbow Magic: Return to Rainspell Island.
De 2011 a 2019, Gallagher dublou a gata azul, a Nicole Watterson, a mãe do personagem-título, na série animada em CGI e tradicional do Cartoon Network, O Incrível Mundo de Gumball.
Em 2015, ela deu voz ao personagem robótico EOS e a vários personagens secundários na série Thunderbirds Are Go, e também deu voz aos Voice Trumpets e aos Tiddlytubbies no reboot de 2015 de Teletubbies.
Gallagher também fez várias dublagens e interpretações de personagens para videogames, comerciais, peças de rádio, dramas de rádio da BBC e audiolivros, incluindo vários novos livros de Meg Cabot e a adaptação em audiolivro de 2007 do romance Bleak House, de Charles Dickens, que se tornou o audiolivro do ano do The Times. Membro da equipe da BBC Radio Drama Company, ela leu os livros emprestados pela BBC Radio Drama, também em uma data desconhecida, como o Livro da Semana e o Livro na Hora de Dormir da BBC Radio 4.

## Links externos
- Teresa Gallagher  na enciclopédia do Anime News Network (em inglês)
- Teresa Gallagher. no IMDb.
- Teresa Gallagher – Radio